# Самары (Шишацкий район)
Самары (укр. Самари) — село,
Великоперевозский сельский совет,
Шишацкий район,
Полтавская область,
Украина.
Код КОАТУУ — 5325780805. Население по переписи 2001 года составляло 184 человека.

## Географическое положение
Село Самары находится в 1,5 км от правого берега реки Говтва,
на расстоянии в 1 км от сёл Першотравневое и Швадроны,
в 2-х км от села Пришиб.
По селу протекает пересыхающий ручей с запрудой.